# 노미촌 (히로시마현)
노미촌(일본어: 乃美村)은 일본 히로시마현 도요타군에 설치되었던 촌이다. 현재의 히가시히로시마시에 해당한다.